# Wulfstan (Worcester)
Wulfstan (auch Wulstan; * um 1008 in Long Itchington nahe Warwick, England; † 19. oder 20. Januar 1095 in Worcester) war Bischof von Worcester. Er wird in der katholischen und der anglikanischen Kirche als Heiliger verehrt.

## Leben
Wulfstan wurde um 1038 Benediktiner in der Abtei von Worcester. Die Bischofsweihe spendete ihm 1062 der Erzbischof von York Ealdred.
Nach der Eroberung Englands durch die Normannen 1066 war Wulfstan der letzte im Amt verbliebene angelsächsische Bischof. Er beendete Sklaverei und Sklavenhandel in Bristol, ließ die Kathedrale von Worcester wiederaufbauen und half bei der Zusammenstellung des Domesday Book. Er war bekannt für seine Predigten und sein asketisches Leben. Seine Amtsführung als Bischof galt als vorbildlich. Von König Wilhelm II. wurde er häufig als Ratgeber hinzugezogen. Wulfstan wurde im Jahre 1203 von Papst Innozenz III. heiliggesprochen.
In der Church of England wird seiner am 19. Januar gedacht.